# (2455) Somville
(2455) Somville ist ein Asteroid des Hauptgürtels, der am 5. Oktober 1950 vom belgischen Astronomen Sylvain Julien Victor Arend in Ukkel entdeckt wurde.
Benannt wurde der Asteroid nach dem Seismologen Oscar Somville.